# Cantón de Sarchí
Cantón de Sarchí är en kanton i Costa Rica.   Den ligger i provinsen Alajuela, i den centrala delen av landet, 30 km nordväst om huvudstaden San José. Antalet invånare är 18 085. Arean är 120 kvadratkilometer.
Terrängen i Cantón de Sarchí är kuperad åt sydväst, men åt nordost är den bergig.